# Lacinipolia umbrosa
Lacinipolia umbrosa är en fjärilsart som beskrevs av Smith 1887. Lacinipolia umbrosa ingår i släktet Lacinipolia och familjen nattflyn. Inga underarter finns listade i Catalogue of Life.